# Deutscher Evangelischer Posaunentag

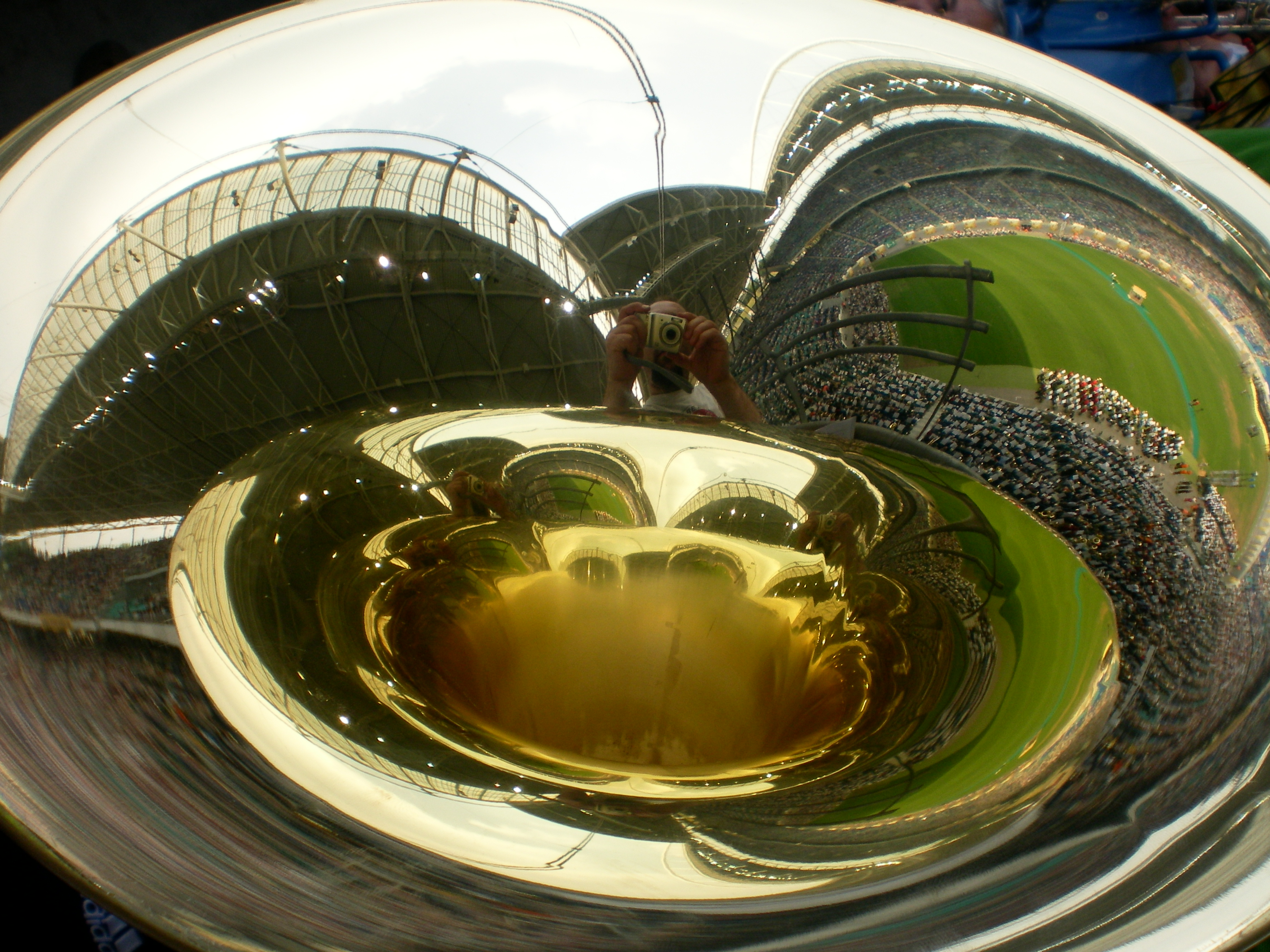
Bild des Trichters eines Waldhorns beim Abschlussgottesdienst 2008

Der Deutsche Evangelische Posaunentag ist ein Treffen deutscher Posaunenchöre, das bisher dreimal stattfand. Veranstalter dieses gesamtdeutschen Bläsertreffens ist der 1994 gegründete Dachverband Evangelischer Posaunendienst in Deutschland.

## Termine

### Leipzig 2008

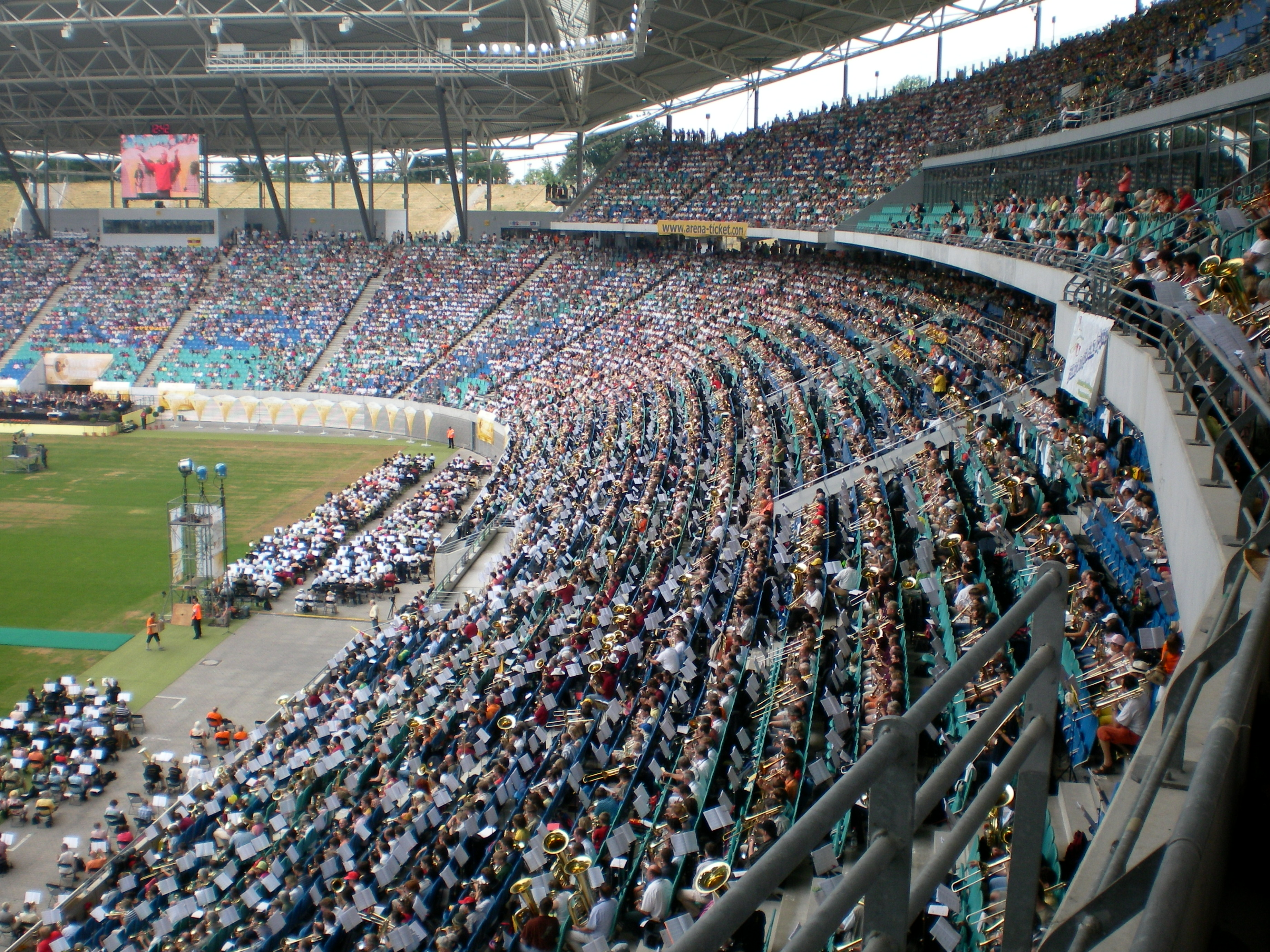
Abschlussgottesdienst im Leipziger Zentralstadion

Der erste Deutsche Evangelische Posaunentag fand vom 30. Mai bis 1. Juni 2008 unter dem Motto „OhrenBlickmal!“ in Leipzig statt. Es war das größte Treffen seiner Art seit über fünfzig Jahren mit etwa 19.000 Gästen aus über 2.000 Posaunenchören, darunter auch internationalen Gästen. Schirmherr der Veranstaltung war Bundespräsident Horst Köhler. Die Eröffnungsfeier fand am Mittag des 31. Mai 2008 auf dem Augustusplatz in Leipzig statt. Im Laufe des Tages wurden auf 25 Bühnen, in vielen Kirchen und an anderen Orten Bläserkonzerte gegeben. Der Sonntag wurde mit einem stadtteilübergreifenden Morgenblasen eingeleitet. Höhepunkt der Veranstaltung war der Abschlussgottesdienst im Leipziger Zentralstadion, der auch von den dritten Fernsehprogrammen der ARD live übertragen wurde. Die Predigt hielt der damalige Ratsvorsitzende der EKD, Bischof Wolfgang Huber. Etwa 16.000 Bläser spielten bei dem Gottesdienst gemeinsam ein eigens von Traugott Fünfgeld für diesen Anlass komponiertes Stück und wurden mit Hilfe von Videoleinwänden dirigiert. Damit wurde ein Eintrag im Guinness-Buch der Rekorde für das weltweit größte musizierende Blechbläserensemble erreicht.

### Dresden 2016

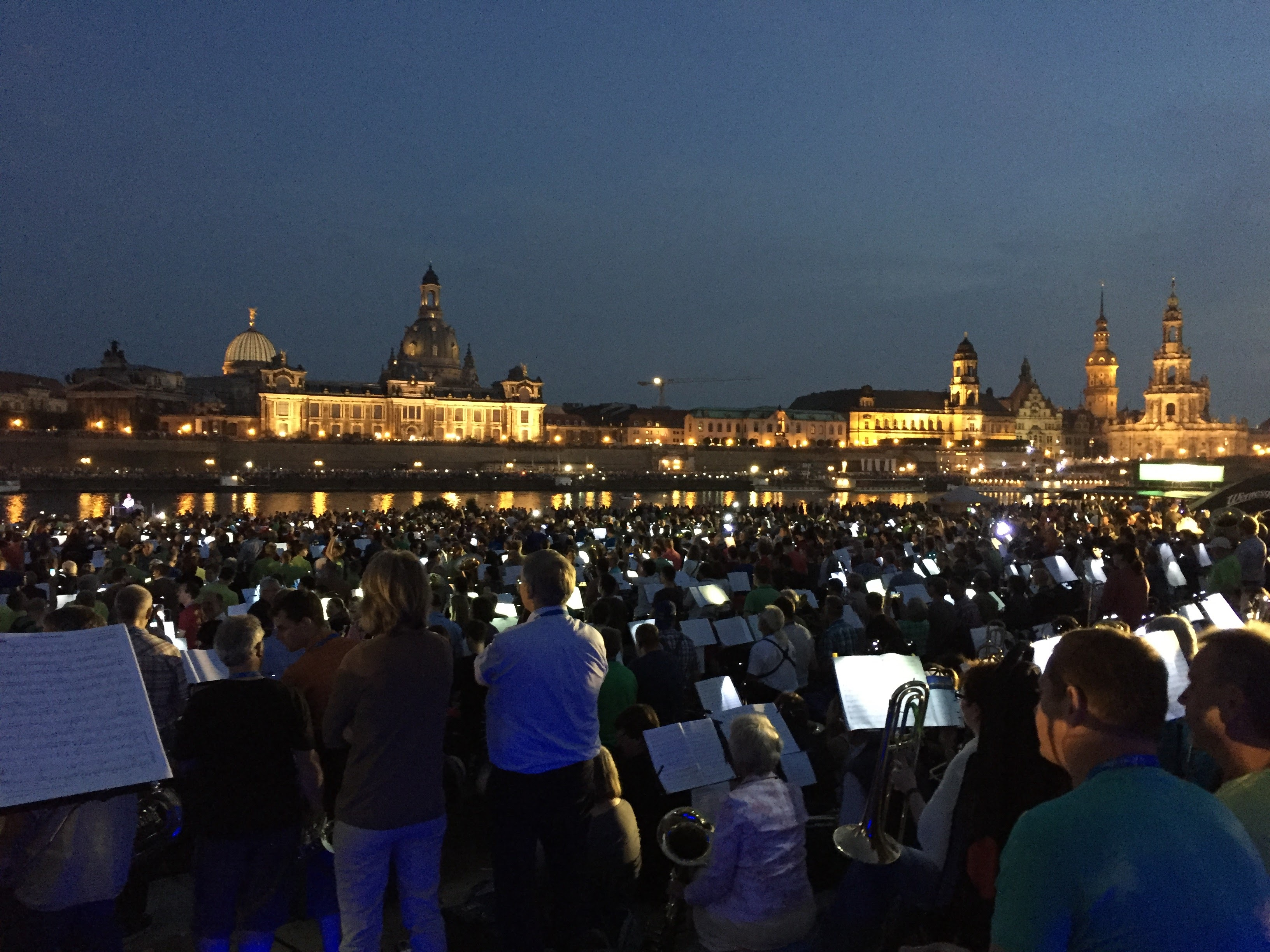
Bläserserenade am Dresdener Elbufer

Vom 3. bis 5. Juni 2016 fand unter dem Motto „Luft nach oben“ der zweite Deutsche Evangelische Posaunentag mit rund 22.500 Teilnehmern aus etwa 2.000 Chören in Dresden statt. Die Eröffnungsfeiern fanden gleichzeitig auf dem Altmarkt und Neumarkt statt. Danach gab es zeitgleich 19 Konzerte in verschiedenen Kirchen in Dresden und Umgebung sowie ein Nachtkonzert auf dem Altmarkt. Am Samstag lief eine musikalische Stafette auf sechs Routen durch die Stadt, außerdem fanden 27 weitere Konzerte statt. Ein Höhepunkt war die abendliche Serenade am Königsufer und auf der gegenüberliegenden Brühlschen Terrasse. Am Sonntagmorgen spielten Posaunenchöre zeitgleich an 100 Orten in der Stadt und den umliegenden Orten. Der Abschlussgottesdienst mit etwa 33.000 Teilnehmern fand danach im DDV-Stadion mit dem badischen Altbischof Ulrich Fischer und Margot Käßmann, die auch die Schirmherrschaft übernommen hatte, statt. Der MDR übertrug den Gottesdienst live im Fernsehen.

### Hamburg 2024

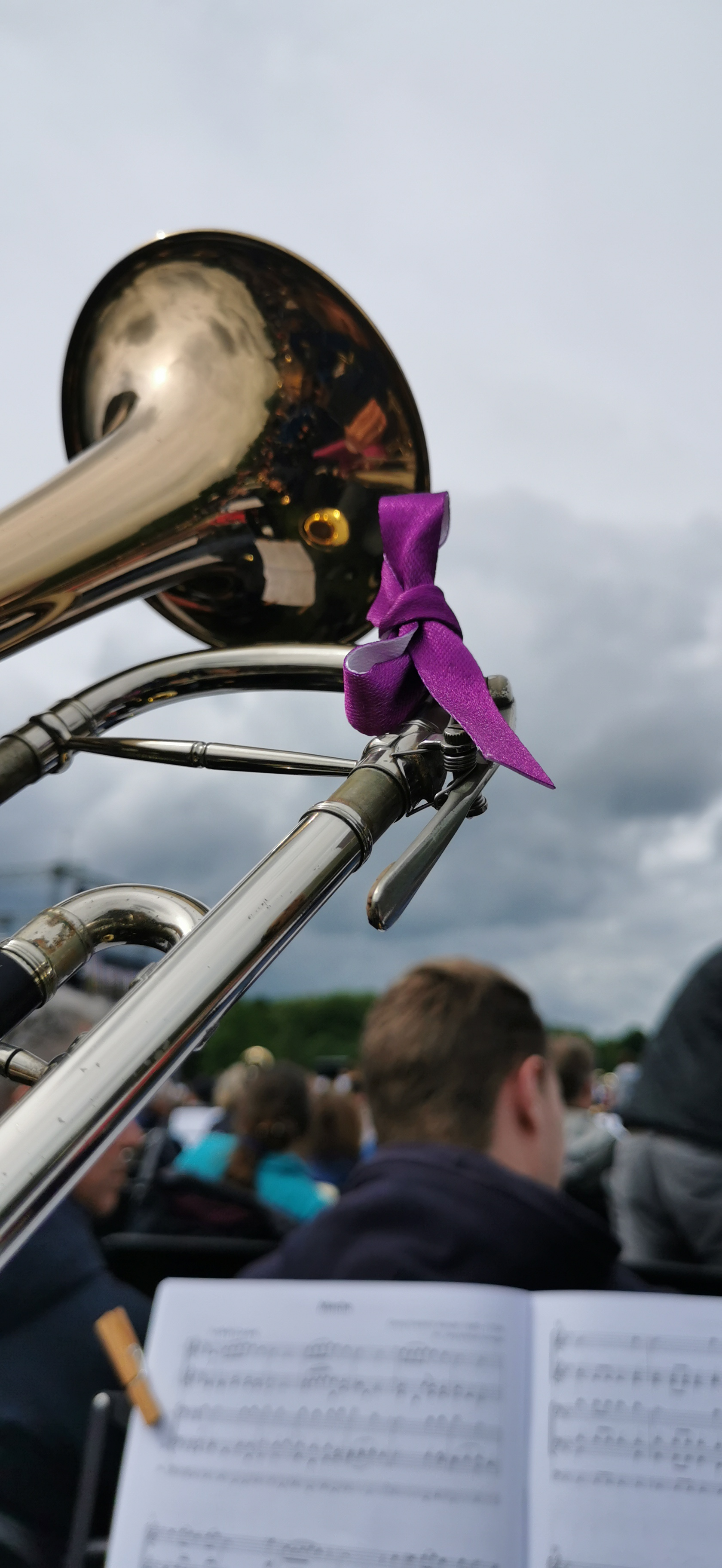
Abschlussgottesdienst im Stadtpark Hamburg 2024

Der dritte Deutsche Evangelische Posaunentag fand vom 3. bis 5. Mai 2024 in Hamburg statt. Das Motto der Veranstaltung lautete „mittenmang“ (Plattdeutsch für „mittendrin“), die Schirmherrschaft übernahm Bundespräsident Frank-Walter Steinmeier. Angemeldet waren etwa 15.000 aktive Bläserinnen und Bläser. Nach einem Freiluft-Gottesdienst zur Eröffnung auf der Moorweide wurden 14 Konzerte verschiedener Ensembles und Auswahlchöre unter anderem in den fünf Hamburger Hauptkirchen gespielt.
Neben Workshops unter dem Motto „Hamburg klingt“ fanden am Folgetag 25 Konzerte auf Plätzen, in Hallen und Kirchen statt. Parallel spielten Gemeindeposaunenchöre an über 120 Orten Platzkonzerte, bevor der Tag mit einer Serenade auf der Jan-Fedder-Promenade abgeschlossen wurde. Der Posaunentag endete mit einem Abschlussgottesdienst im Stadtpark.